# Цикло(18)углерод
1,3,5,7,9,11,13,15,17-циклооктадеканонин или цикло[18]углерод — аллотропная модификация углерода с молекулярной формулой C18. Молекула представляет собой кольцо из восемнадцати атомов углерода, связанных чередующимися тройными и одинарными связями.

## Структура и свойства
В 1989 году впервые было продемонстрировано существование цикло[18]углерода в газовой фазе. Цикло[18]углерод является самым маленьким термодинамически стабильным цикло[n]углеродом с торсионным напряжением 72 килокалорий на моль. Долгое время точная структура цикло[18]углерода оставалась неизвестной. В зависимости от способа вычислений предлагалась либо структура с кумулированными двойными связями (кумулены), либо структура с сопряжёнными одинарными и тройными связями, которая считалась более стабильной. В обоих случаях все атомы sp-гибридизованы.
В 2019 году команды из IBM и Оксфордского университета синтезировали его в твёрдом состоянии путём электрохимического декарбонилирования нескольких участков циклобутанона:
Выяснение структуры показало, что цикло[18]углерод имеет сопряженные одинарные и тройные связи. Первоначальные исследования показывают, что он обладает полупроводниковыми свойствами. Кроме того, предполагается, что он демонстрирует нелинейно-оптические эффекты.

## Перспективы применения
Исследователи надеются, что благодаря реакционной способности соединения получат дополнительные углеродные аллотропы, особенно фуллерены, или другие богатые углеродом соединения. Кроме того, синтез рассматривается как шаг к производству транзисторов в области молекулярной электроники.